# Dobunni

La zona di residenza dei Dobunni

I Dobunni erano una tribù celtica della Britannia (odierna Inghilterra), che occupava, più o meno, le odierne contee del Somerset settentrionale, di Bristol e del Gloucestershire. Tuttavia per un certo periodo potrebbero aver occupato parti di quelli che oggi sono l'Herefordshire, l'Oxfordshire, il Wiltshire, il Worcestershire e il Warwickshire. Al tempo della dominazione romana la loro capitale era conosciuta col nome di Corinium Dobunnorum, l'odierna Cirencester. Il loro territorio avrebbe confinato a nord con i Cornovi delle Midlands e i Corieltauvi, ad est con i Catuvellauni, a sud con gli Atrebati e i Belgai e a ovest con i Siluri e gli Ordovici. 
Popolo di contadini che viveva in villaggi concentrati in fertili vallate, i Dobunni erano una delle poche tribù che conoscevano la moneta prima dell'arrivo dei Romani. A differenza dei Siluri, tribù a loro vicina, non erano bellicosi e si sottomisero subito ai Romani, adottando il loro stile di vita. 
Da evidenze numismatiche sembra di capire che il loro regno era diviso tra una zona settentrionale e una meridionale, ciascuna con propri re, e a volte comandato da un unico sovrano.